# Xenoscapa fistulosa
Xenoscapa fistulosa är en irisväxtart som först beskrevs av Spreng. och Friedrich Wilhelm Klatt, och fick sitt nu gällande namn av Peter Goldblatt och John Charles Manning. Xenoscapa fistulosa ingår i släktet Xenoscapa och familjen irisväxter. Inga underarter finns listade i Catalogue of Life.